# Kiblawan
Kiblawan ist eine philippinische Stadtgemeinde in der Provinz Davao del Sur. Sie hat 48.897 Einwohner (Zensus 1. August 2015).

## Baranggays
Kiblawan ist politisch in 30 Baranggays unterteilt.
| - Abnate - Bagong Negros - Bagong Silang - Bagumbayan - Balasiao - Bonifacio - Bunot - Cogon-Bacaca - Dapok - Ihan - Kibongbong - Kimlawis - Kisulan - Lati-an - Manual | - Maraga-a - Molopolo - New Sibonga - Panaglib - Pasig - Poblacion - Pocaleel - San Isidro - San Jose - San Pedro - Santo Niño - Tacub - Tacul - Waterfall - Bulol-Salo |